# USS Sabalo (SP-225)
El USS Sabalo (SP-225) fue un buque patrullero de la Armada de los Estados Unidos que estuvo en servicio entre 1917 y 1919. Después de la Primera Guerra Mundial, el Sabalo fue vendido a intereses privados antes de volver a prestar servicio como buque patrullero en la Segunda Guerra Mundial, esta vez con la Marina Real Canadiense, rebautizado como Cougar. Volvió a manos privadas después de la guerra, pero se hundió en un huracán en 1950.

## Hundimiento

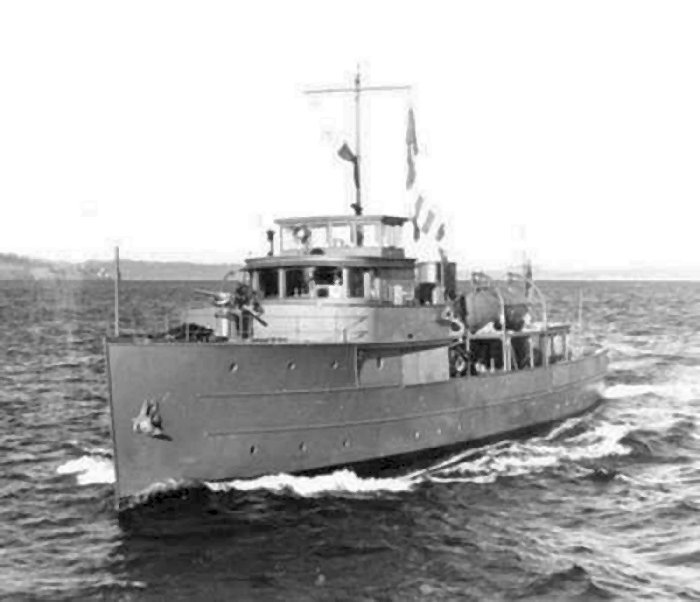
HMCS Cougar en algún momento entre 1940 y 1945.

Nuevamente fue rebautizado como Breezin' Thru, operó como yate de recreo hasta que se hundió durante un huracán en Kingston, Jamaica, en septiembre de 1950.